# トルヴォサウルス
トルヴォサウルス（Torvosaurus）はジュラ紀後期（約1億5300万年前-1億4800万年前）に現在の北アメリカおよびヨーロッパに生息していた大型の獣脚類恐竜の属である。化石はアメリカ、コロラド州とポルトガルで発見されている。現在のところメガロサウルス科に分類され、Torvosaurus tanneriとTorvosaurus gurneyiの2種が含まれている。
最初1979年にタイプ種Torvosaurus tanneri が命名された。T. tanneri は全長は約10 mの大型でがっしりとした体格をもつ、二足歩行の肉食動物である。当時としては最大の肉食動物であり、エパンテリアス（実際にはアロサウルスの大型の個体である可能性がある）やサウロファガナクスも同時代の同じ自地域に生息していた。 現在は第2の種Torvosaurus gurneyi とされている標本は、当初全長11 mに達すると主張されたものの、その後これより小さなものであることがわかっている。骨の形態からは短いながらも非常に強力な腕を持っていたと考えられる。ポルトガルで発掘されたトルヴォサウルスは10歳の男の子が頭骨の一部を発見した

## 命名
トルヴォサウルスはピーター・ガルトンおよびジェームス・ジェンセンにより1979年にTorvosaurus tanneri をタイプ種 として命名された。
属名はラテン語で「獰猛な」を意味するtorvus とギリシャ語で「トカゲ」意味するsauros (σαυρος) から造語された、もので「獰猛なトカゲ」を意味する。タイプ種の種小名tanneri は末日聖徒イエス・キリスト教会の大管長会第一副管長であるネイサン・エルドン・タナーに献名されたものである。第2の種Torvosaurus gurneyi　は 古生物アーティストのジェイムズ・ガーニーに献名されたものである。

## 発見

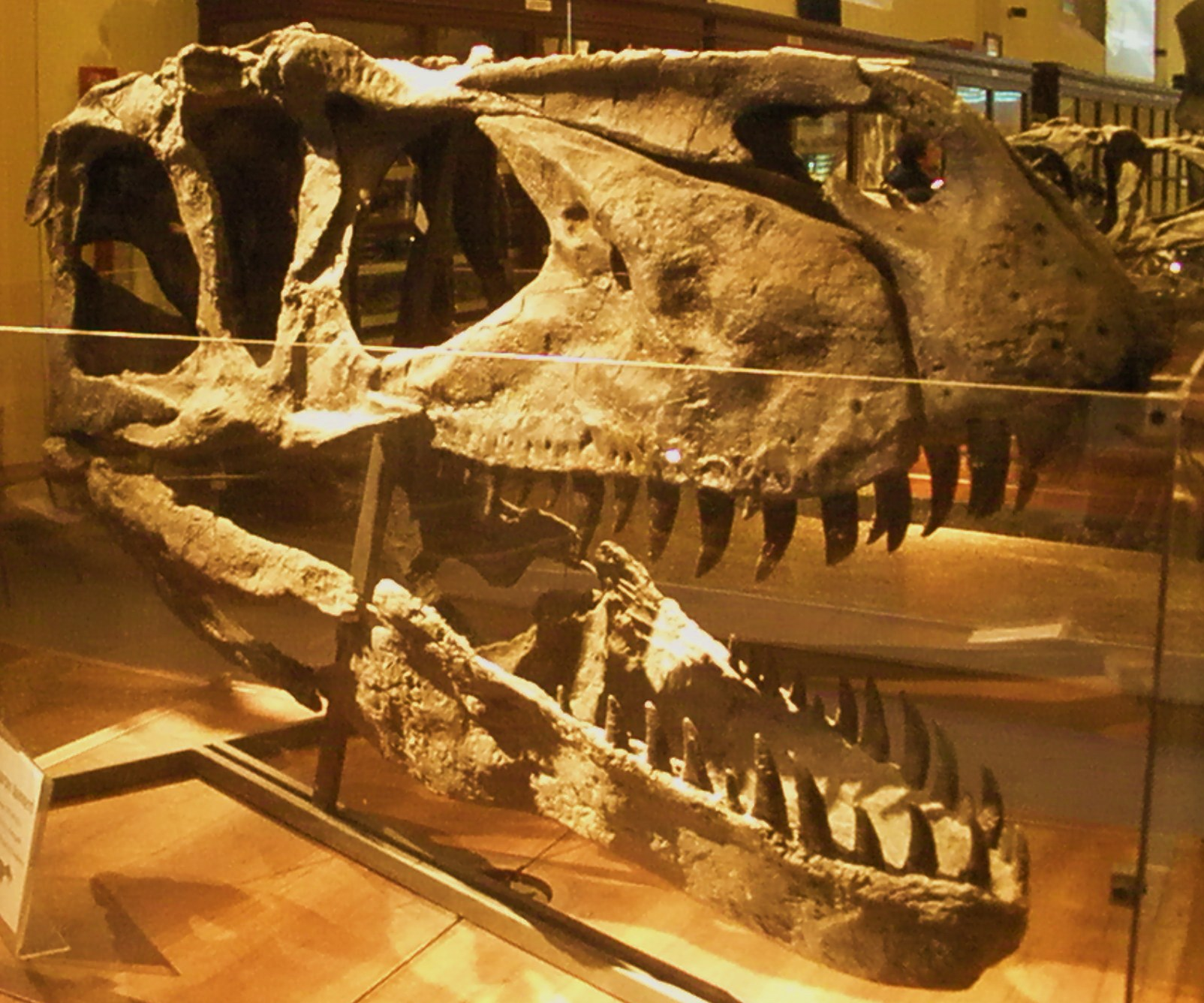
ボローニャのカッペリーニ博物館に展示のT. tanneriの復元頭骨

トルヴォサウルスの化石は北アメリカとポルトガルで発見されている。1971年にコロラド州、デルタのVivian Jonesはモファット郡にあるCalico Gulch Quarryで巨大な1本の獣脚類の親指の鉤爪を発見した。そして、この化石をブリガムヤング大学の古生物学者ジェームス・ジェンセンに見せた。Vivianの夫Daniel Eddie Jonesは同様の化石を発見するために、ジェンセンをドライ・メサ発掘地へと案内した。ここでは後にスーパーサウルスや多数の巨大な獣脚類の化石が発見されており、モリソン層であることが分かっている。1972年からジェンセンとKenneth Stadtmanによるドライ・メサでの発掘が行われた。そして1979年にピーター・ガルトンおよびジェンセンによりトルヴォサウルス属およびタイプ種T. tanneri の命名、記載が行われた。さらに1985年には頭骨の要素を含む追加の化石がジェンセンにより報告された。コロラドで発見された化石については、その後さらに1991年にBrooks Brittより再記載が行われている。

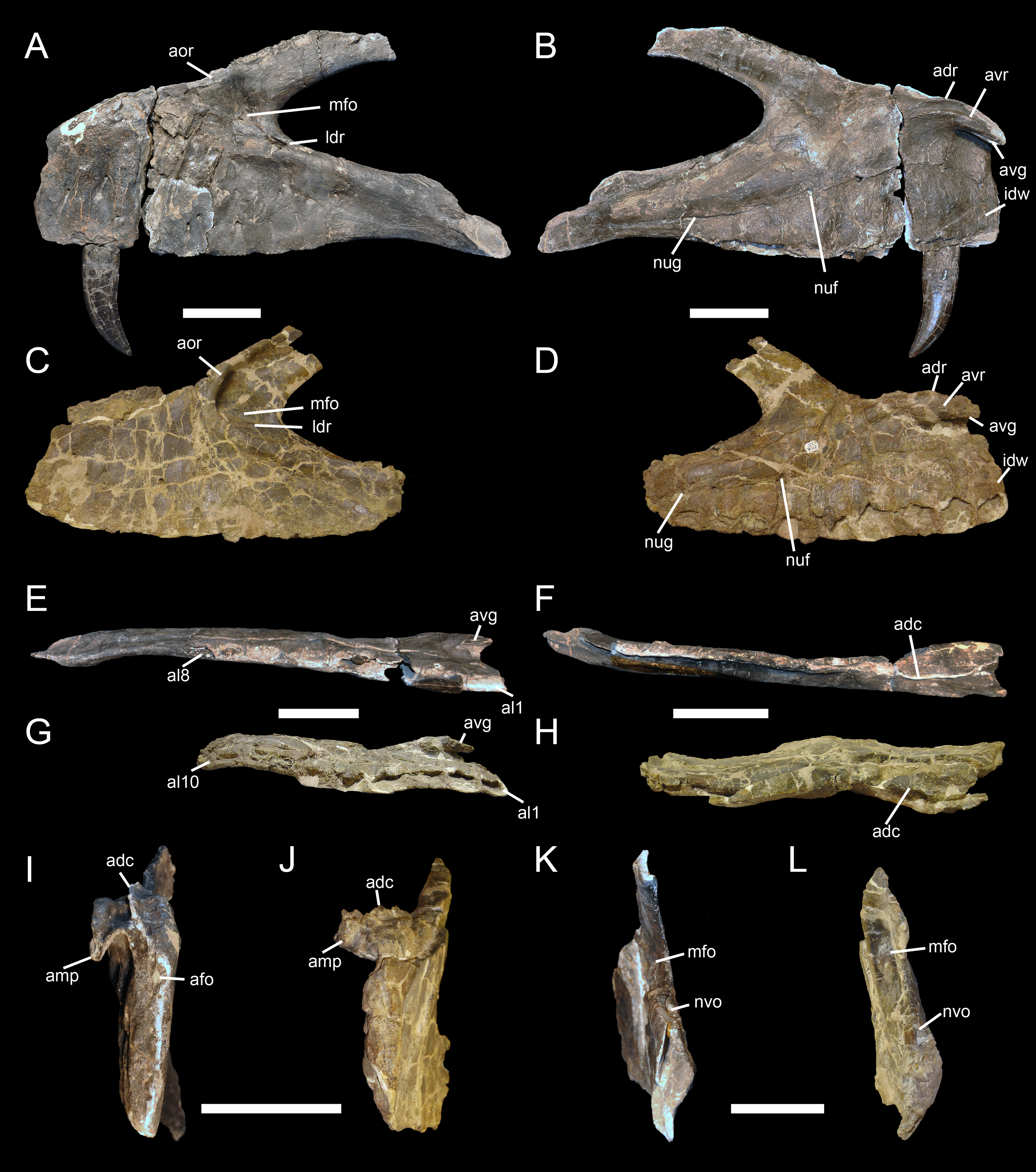
MT. gurneyi と T. tanneri の上顎骨の比較

ホロタイプであるBYU 2002は当初、上腕骨と下腕（橈骨および尺骨）であると考えられた。パラタイプにはいくつかの胴椎と骨盤、および手の骨が含まれている。1985年に記載された化石が加えられた時点で、まだ発見されていない主な部分の骨は肩帯と脛だけであった。最初にCalico Gulch Quarryで発見された鉤爪である標本BYUVP 2020はドライ・メサから195 km離れた場所で発見され、同一の種のものであるか不明なため暫定的にこの属のものとされた。ホロタイプおよびパラタイプは少なくとも3個体（2個体の成体と1個体の幼体）のものである。1991年にBrittはホロタイプの前肢の骨はすべてが同じ生物のものである証拠が無いと結論し、この中から左上腕骨をレクトタイプに指定した。この他にいくつかのばらばらの骨や遊離歯がアメリカの他の発掘地で発見され、トルヴォサウルスのものとされている。
1992年にワイオミング州コモ・ブラフで大型獣脚類の化石が発見され、ロバート・バッカーらによりエドマルカ・レックス（Edmarka rex）と命名された。この種はトルヴォサウルスのジュニアシノニムとみなされることが多い。同じ場所で発見された同様の化石にはBrontoraptor という裸名が与えられている。
2000年にはポルトガルで発見された大型獣脚類の化石がオクタヴィオ・マテウスとミゲルテレスアントゥネスによりTorvosaurus sp. と分類された。2006年にはポルトガルのロウリニャン層で大型獣脚類の化石が発見されTorvosaurus tanneri に分類された。しかし、この標本は2012年にMatthew CarranoらによりTorvosaurus sp.以上には詳細に分類することは出来ないと結論された。2013年には獣脚類の卵と胚の化石がポルトガルから報告され、トルヴォサウルスのものとされている。2014年にポルトガルの種は新種とされ、ジェイムズ・ガーニーに献名してT. gurneyi と命名された。この種は今までにヨーロッパで発見された中では最大の獣脚類である。

## 特徴

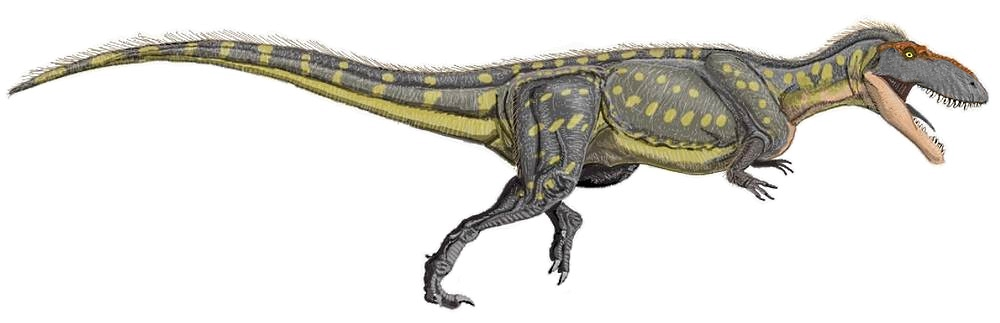
T. tanneriの生態復元図

トルヴォサウルスは非常に大きな捕食者で、T. tanneri 、T. gurneyiともに全長は最大で10 m、体重は4-5 tと推定されており、ジュラ紀最大の肉食動物であった。もっと大きかったという主張がなされることもある。シノニムと思われるEdmarka rex はティラノサウルス・レックスに匹敵する大きさであったという仮定で命名されたものである。同様に"Brontoraptor"は巨大サイズのトルヴォサウルスであると考えられた。ポルトガルで発見されたT. gurneyi は最初、もっと大きなサイズであると推定されていた。2006年に脛骨の下端である標本ML 632が発見されTorvosaurus sp.とされた後、T. gurneyiに分類されている。そして、この標本から当初は全長は11 mと推定された。J.F. Andersonの方法に従い、哺乳類での大腿骨の周長と体重の相関をトルヴォサウルスに適応した結果、体重は1930 kgと推定される。T. gurneyi と T. tanneriを識別する特徴は歯の数のと口の大きさと形状の違いである。T. tanneri では上顎骨に11本以上の歯があるのに対し、T. gurneyiではこれより少ない。

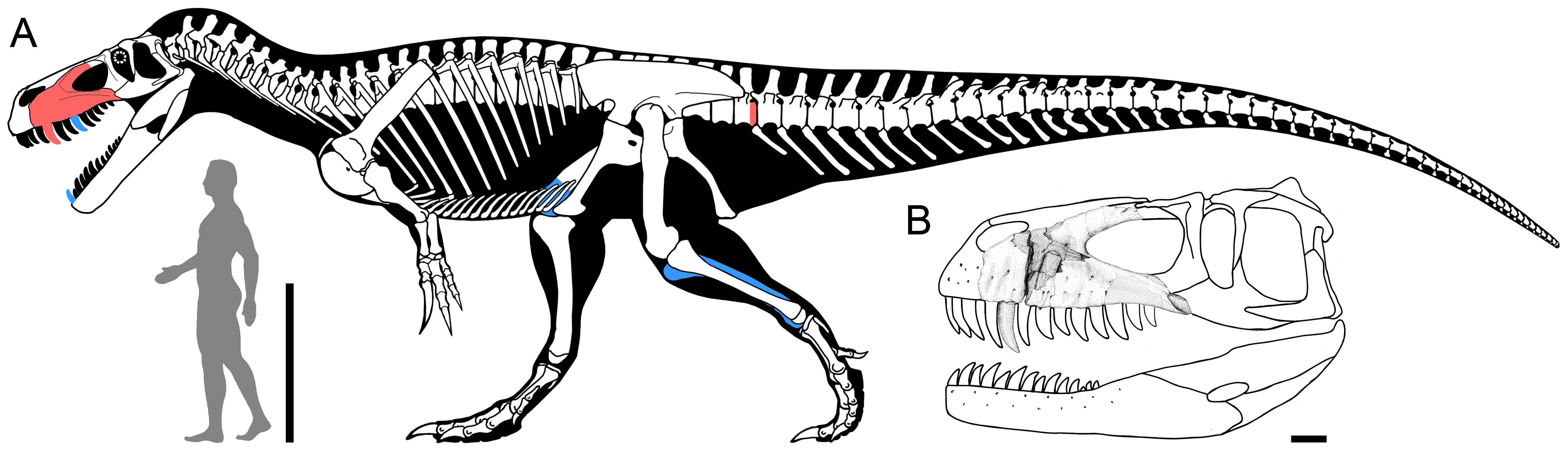
T. gurneyi の復元骨格と人の大きさ比較。色の付いている部分が化石の発見されている部分

トルヴォサウルスは口吻部が細長くて狭く、側面から見ると大きな鼻腔のちょうど上にこぶがある。口吻部の全端部の骨である前上顎骨にある3本の歯はかなり平らで、やや外側を向き、歯冠の前縁が隣接する歯の歯冠の後縁の外側と重なっている。上顎骨は高さがあり、少なくとも11本のかなり長い歯がある。前眼窩窓は比較的短い。涙骨は上部に独特の涙骨突起があり、側面から見て下端が広くなっている。眼窩は上下幅があり下端は尖っている。頬骨（jugal）は長く、横方向に厚みがあった。方形骨の下側前面は雫型のくぼみによって空洞となっていて、方形頬骨との接触面となっている。頸椎と前方の胴椎は比較的曲がりやすいボール-ソケット状の関節になっている。椎体の前面のボールは広い縁があり、 Brittはダービーハットのような状態と表現している。尾の基部は上下幅があり、神経棘が前後方向に太く、尾は上下方向にはあまり曲がらない。上腕は太く、下腕は太く短い。親指の鉤爪がCalico Gulch Quarryの標本と同じように特に細長いものであるかどうかは不明である。骨盤では、腸骨はメガロサウルスのものに似ており、前部の刃状突起は上下幅があって前後には短く、後部の刃状突起は長く尖っている。骨盤は全体として大きく、恥骨と坐骨は恥骨の後ろ側と坐骨の前側の外縁で互いに接触し、下側が閉じたアーチを形成している。

## 系統と分類
1979年にガルトンとジェンセンによって最初に記載された際には、トルヴォサウルスはメガロサウルス科に分類され、今日ではこの分類が受け入れられている。最初の記載の後、1990年にはラルフ・モルナーらによりカルノサウルス類に分類され、2003年にはOliver Walter Mischa Rauhutにより基盤的なスピノサウルス上科に位置づけられ、1994年にはトーマス・ホルツにより非常に基盤的なテタヌラ類と位置づけられたが、これらの分類は現代の系統解析によって支持されているものではない。ジェンセンは1985年にトルヴォサウルスを独自の科であるトルヴォサウルス科（Torvosauridae）に分類した。この分類はポール・セレノとマテウスに支持されたものの、トルヴォサウルスはより古い時代の属であるメガロサウルスに近縁であり、おそらくはその姉妹群ありメガロサウルス亜科（Megalosaurinae）に含まれるため、メガロサウルス科のシノニムとなるトルヴォサウルス科は不要なものとされた。しかし、メガロサウルスのタイプ標本は非常に断片的であり、メガロサウルス属が確定不能な疑問名とみなされる可能性がある。この場合トルヴォサウルス科がメガロサウルス科の代替の名として使用される可能性がある。トルヴォサウルスはメガロサウルスに近縁であるものの、より進歩的もしくは派生的であるようにみられる。科より大きなクレードとしては一般的に基盤的テタヌラ類な分枝とされ、カルノサウルス類やコエルロサウルス類よりほど派生的ではなく、スピノサウルス科に近縁であるとみなされている。

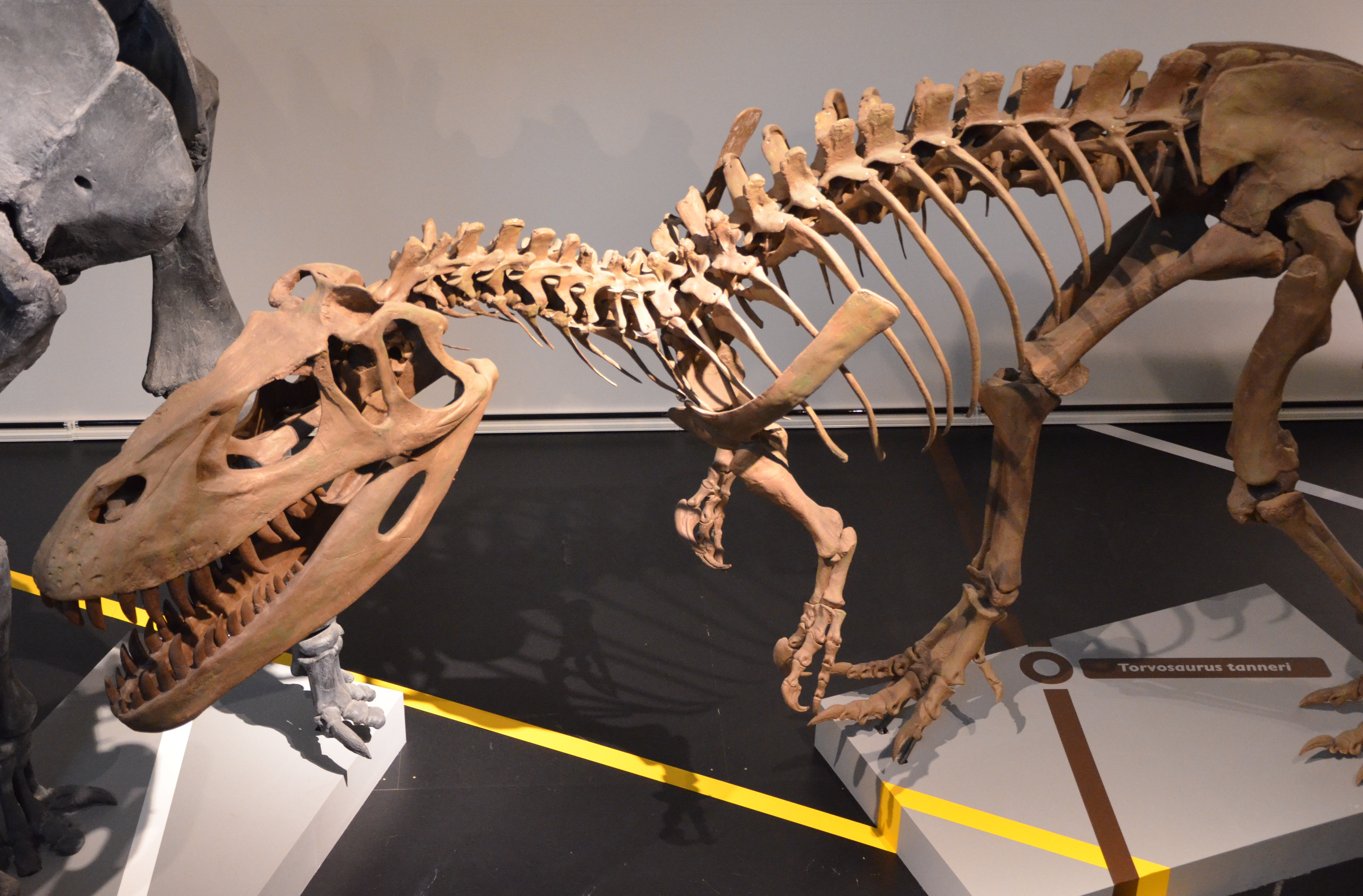
マドリードの国立自然科学博物館に展示されるT. tanneriの骨格

以下に示すクラドグラムはCarrano, Benson & Sampson (2012)に従いトルヴォサウルスの類縁関係を示したものである
|  | エウストレプトスポンディルス |
|  |                              |

|  | ドゥリアヴェナトル                                                  |
|  |                                                                     |
|  | \| \| メガロサウルス \| \| \| \| \| \| トルヴォサウルス \| \| \| \| |
|  |                                                                     |
|  | メガロサウルス                                                      |
|  |                                                                     |
|  | トルヴォサウルス                                                    |
|  |                                                                     |

|  | メガロサウルス   |
|  |                  |
|  | トルヴォサウルス |
|  |                  |

|  | ドゥベレウリサウルス |
|  |                      |
|  | マグノサウルス'      |
|  |                      |

|  | レサンサウルス       |
|  |                      |
|  | ピヴェテアウサウルス |
|  |                      |

|  | ドゥベレウリサウルス |
|  |                      |
|  | マグノサウルス'      |
|  |                      |

|  | レサンサウルス       |
|  |                      |
|  | ピヴェテアウサウルス |
|  |                      |

|  | ドゥリアヴェナトル                                                  |
|  |                                                                     |
|  | \| \| メガロサウルス \| \| \| \| \| \| トルヴォサウルス \| \| \| \| |
|  |                                                                     |
|  | メガロサウルス                                                      |
|  |                                                                     |
|  | トルヴォサウルス                                                    |
|  |                                                                     |

|  | メガロサウルス   |
|  |                  |
|  | トルヴォサウルス |
|  |                  |

|  | ドゥベレウリサウルス |
|  |                      |
|  | マグノサウルス'      |
|  |                      |

|  | レサンサウルス       |
|  |                      |
|  | ピヴェテアウサウルス |
|  |                      |

|  | ドゥベレウリサウルス |
|  |                      |
|  | マグノサウルス'      |
|  |                      |

|  | レサンサウルス       |
|  |                      |
|  | ピヴェテアウサウルス |
|  |                      |

|  | エウストレプトスポンディルス |
|  |                              |

|  | ドゥリアヴェナトル                                                  |
|  |                                                                     |
|  | \| \| メガロサウルス \| \| \| \| \| \| トルヴォサウルス \| \| \| \| |
|  |                                                                     |
|  | メガロサウルス                                                      |
|  |                                                                     |
|  | トルヴォサウルス                                                    |
|  |                                                                     |

|  | メガロサウルス   |
|  |                  |
|  | トルヴォサウルス |
|  |                  |

|  | ドゥベレウリサウルス |
|  |                      |
|  | マグノサウルス'      |
|  |                      |

|  | レサンサウルス       |
|  |                      |
|  | ピヴェテアウサウルス |
|  |                      |

|  | ドゥベレウリサウルス |
|  |                      |
|  | マグノサウルス'      |
|  |                      |

|  | レサンサウルス       |
|  |                      |
|  | ピヴェテアウサウルス |
|  |                      |

|  | ドゥリアヴェナトル                                                  |
|  |                                                                     |
|  | \| \| メガロサウルス \| \| \| \| \| \| トルヴォサウルス \| \| \| \| |
|  |                                                                     |
|  | メガロサウルス                                                      |
|  |                                                                     |
|  | トルヴォサウルス                                                    |
|  |                                                                     |

|  | メガロサウルス   |
|  |                  |
|  | トルヴォサウルス |
|  |                  |

|  | ドゥベレウリサウルス |
|  |                      |
|  | マグノサウルス'      |
|  |                      |

|  | レサンサウルス       |
|  |                      |
|  | ピヴェテアウサウルス |
|  |                      |

|  | ドゥベレウリサウルス |
|  |                      |
|  | マグノサウルス'      |
|  |                      |

|  | レサンサウルス       |
|  |                      |
|  | ピヴェテアウサウルス |
|  |                      |

### 識別可能な解剖学的特長

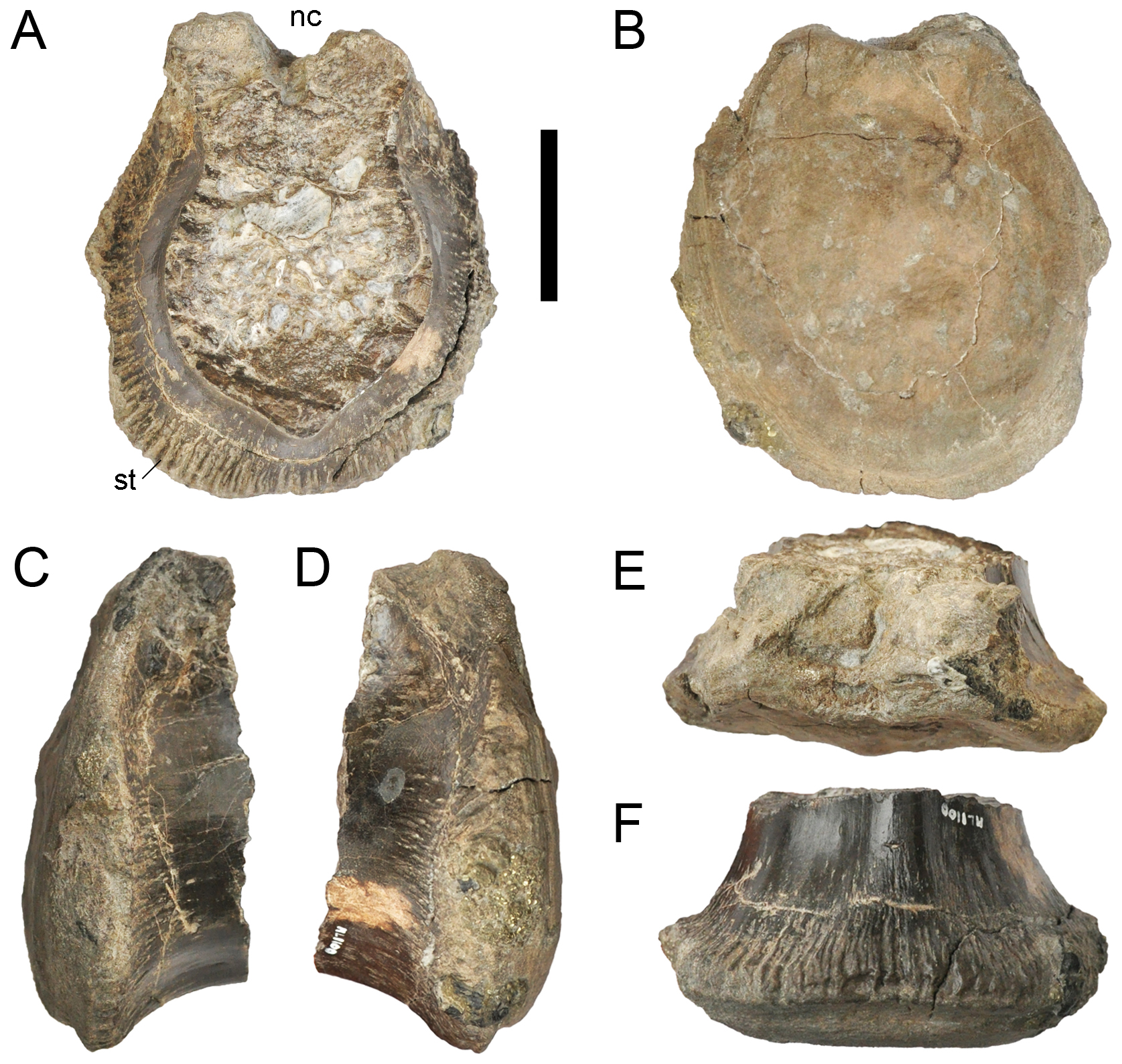
T. gurneyiの尾椎

記相（diagnosis）とは生物種（分類群）を他の全ての生物から正確に識別するための解剖学的特長の説明である。全てではないがいくつかの記相となる特徴は固有派生形質である。固有派生形質とはその生物種あるいは分類群のみで獲得された識別可能な固有の解剖学的特徴である。
Carrano et al. (2012)に従えばトルヴォサウルスは以下の特徴により識別される。
- 非常に浅い上顎骨窩（英語版）がある（貫通した上顎骨窓がない）
- 癒合した歯間板がある
- 胴椎の後部および前部の尾椎の椎体に含気性の窩が広がり、細長く深い開口部となっている。
- puboischiadic plateが高度に骨化している（この骨は一対の骨の板であり、骨盤の両側で結合して骨盤全体の下側を閉鎖している。非常に原始的な特徴であり、ガルトンとジェンセンはこれを獣脚類は多系統で、カルノサウルス類が肉食性の原竜脚類から独立に進化したものであることを示す特徴であると考えた[2]）。
- 側面方向から見ると坐骨の骨幹の遠位の膨大部に目立った側面正中方向の隆起があり、輪郭が楕円形である。
- 頸椎は後凹型（ opisthocoelous）で椎体前部のボール状突起の周りに目立った平らな縁がある(Rauhut, 2000による[21])。
- 胴椎の神経弓のハイポスフェン（英語版）の前に小さな開口部（英語版）がある(Rauhut, 2000による[21])。

### シノニム
エドマルカ・レックス （Edmarka rex）はワイオミング州コモ・ブラフで発見された獣脚類に対して、1992年にロバート・バッカー、Donald Kralis, James SiegwarthおよびJames Fillawasが新属新種として命名したものである。この種とTorvosaurus tanneri は頬骨の特徴で識別され、この骨に原始的な特徴と進歩的な特徴の両方があるとバッカーらは示唆している。この他に肩甲-烏口骨、肋骨、恥骨も同じ論文に記載されている。バッカーらはエドマルカの大きさに強い印象を受け、「この大きさは全長ではティラノサウルス・レックスのものに匹敵し、およそ肉食恐竜の大きさの限界値なのではないか」と指摘している。しかし、現在ではほとんどの研究者によりこの標本はTorvosaurus tanneri のものであると考えられている。
ワイオミング州で発見された別の標本には1996年にエドマルカの記載者らにより「ブロントラプトル」（"Brontoraptor"）という非公式の名前が与えられている。この名は公式な出版物による発表が行われておらず、1990年代においては裸名のままであった。名前はロバート・バッカーによるつけられたものであり、原稿はオンライン上で流布された現在ではこの標本は一般にTorvosaurus tanneri のものであるとみなされている。

## 生態

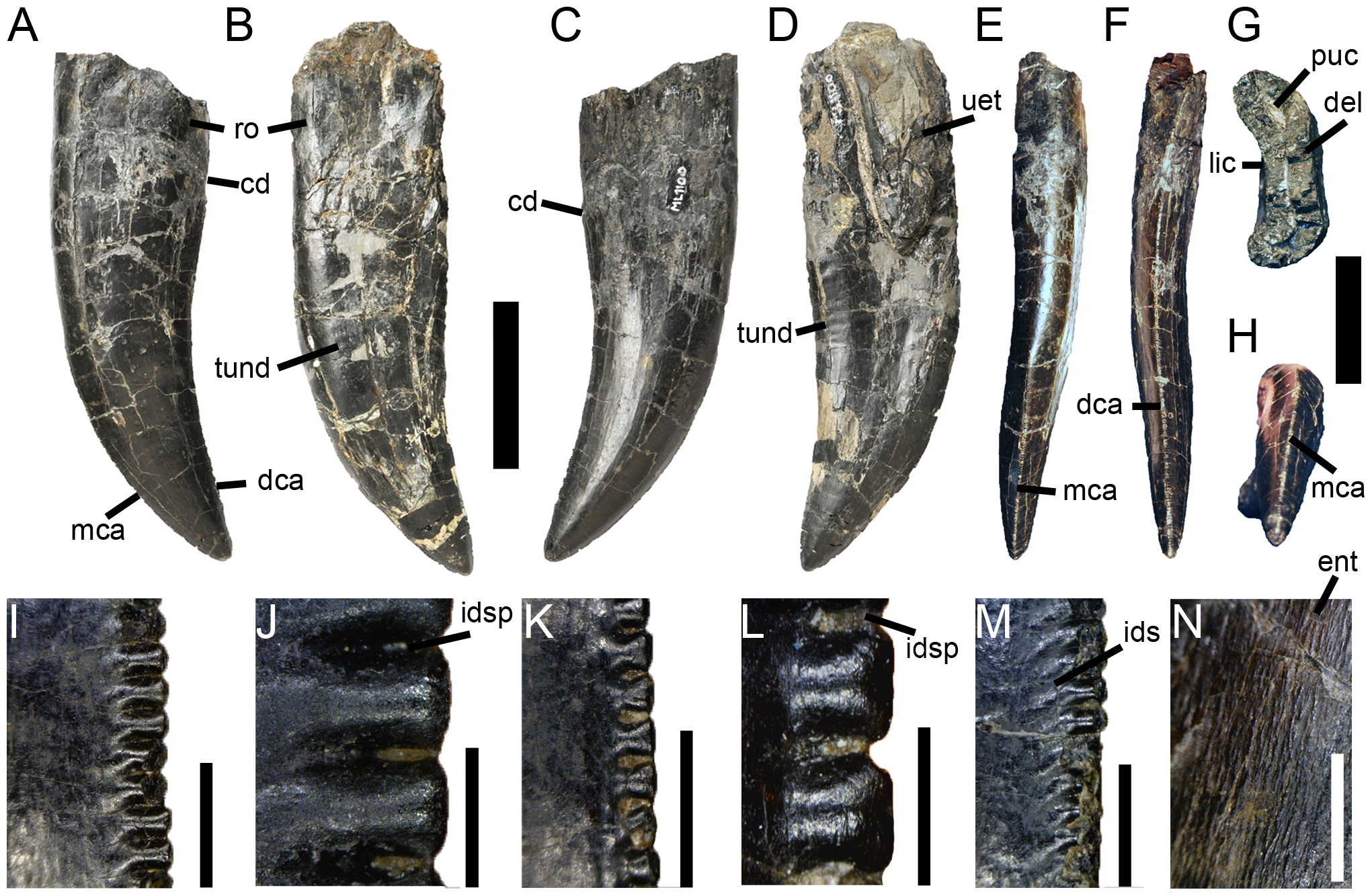
T. gurneyiの歯

### 卵と卵生
胚の化石の注意深い研究から胚の経時変化や恐竜の各系統での発生過程の違い、繁殖行動、親による世話などについての情報が得られている。
2013年にAraújoらはトルヴォサウルスのものとされる一腹分の壊れた卵と胚の化石である標本ML1188を発見したと報告した。この発見により大型獣脚類は卵生である、つまり卵を産み、胚は雌の体外で発生が進むという仮説が強く支持された。この標本は2005年にオランダ人のアマチュア化石収集者Aart Walenにより、ポルトガル西部にあるロウリニャン層の河川堆積物から発見された。この堆積物の年代はジュラ紀後期チトニアン、約1億5200万年前から1億4500万年前と考えられている。この発見は以下の複数の理由により古生物学上重要である。
- (a)今まで知られている中で最も原始的な恐竜の胚である。
- (b)今までに知られている唯一の基盤的獣脚類の胚である。
- (c)化石化した卵と胚が一緒に見つかることは稀である。
- (d)初めて発見された1層構造の殻を持つ獣脚類の卵である。
- (e)(d)により特定のグループの獣脚類の骨学をこの新しい卵の殻の形態と結び付けることが可能である。

この標本は現在、ポルトガルのロウリニャン博物館に収蔵されている。この卵がどのような状況で親に放棄されたものかは不明であるため、トルヴォサウルスの親が卵や子供の世話をしたのか、産卵後短期間で卵から離れてしまうものなのかは今のところ不明である。

## 生息環境

### 発見地と年代

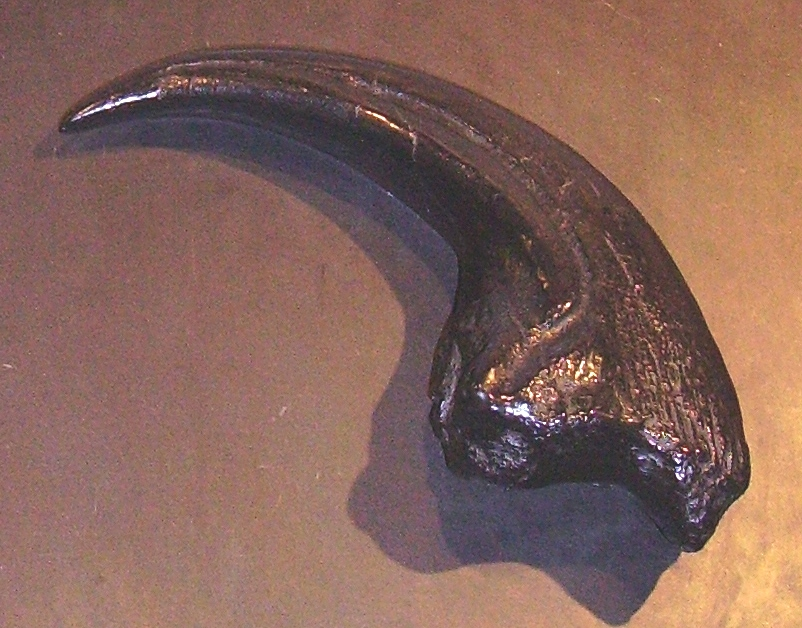
ロンドン自然史博物館のT. tanneriの鉤爪のキャスト

Torvosaurus tanneri のタイプ標本であるBYU 2002はコロラド州、モントローズ郡にあるモリソン層ブラッシー盆地部層に属すドライ・メサ発掘地で発掘されたものである。この標本は1972年にジェイムズ・A・ジェンセンとKenneth Stadtmanにより中粒もしくは粗い砂岩から収集されたものであり、年代はジュラ紀後期キンメリッジアンからチトニアン、1億5300万年前から1億4800万年前のものである。現在はユタ州、プロボにあるブリガムヤング大学に収蔵されている。

### 北アメリカでの生息地と動物相
モリソン層の中のトルヴォサウルスの発見された層についての古環境の研究から、この時代のこの地域には西部から盆地へと流れ込む川や塩分を含みアルカリ性の湖があり、広大な湿地が広がっていたことが示唆される。コロラド州西部のドライ・メサ恐竜発掘地はジュラ紀後期のものとしては世界で最も多様な脊椎動物の化石の産地である。ドライ・メサで発掘された恐竜の化石としては竜脚類のアパトサウルス、ディプロドクス、バロサウルス、スーパーサウルス、ディスティロサウルス、カマラサウルス、イグアノドン類のカンプトサウルス、ドリオサウルス、剣竜類のステゴサウルスおよび獣脚類のアロサウルス、ケラトサウルス、オルニトレステスなどがある。
この時代の植物相としては緑藻類、菌類、蘚類、トクサ類、シダ類、ソテツ類、イチョウ類、およびいくつかの針葉樹の科の化石が発見されている。動物の化石としては二枚貝、カタツムリ、条鰭類、カエル、サンショウウオなどの両生類、カメ、ムカシトカゲ、トカゲ、陸生および水生のワニ、数種類の翼竜、多丘歯類、相称歯目、三丘歯類などの初期の哺乳類などが発見されている。

### ヨーロッパでの生息地と動物相

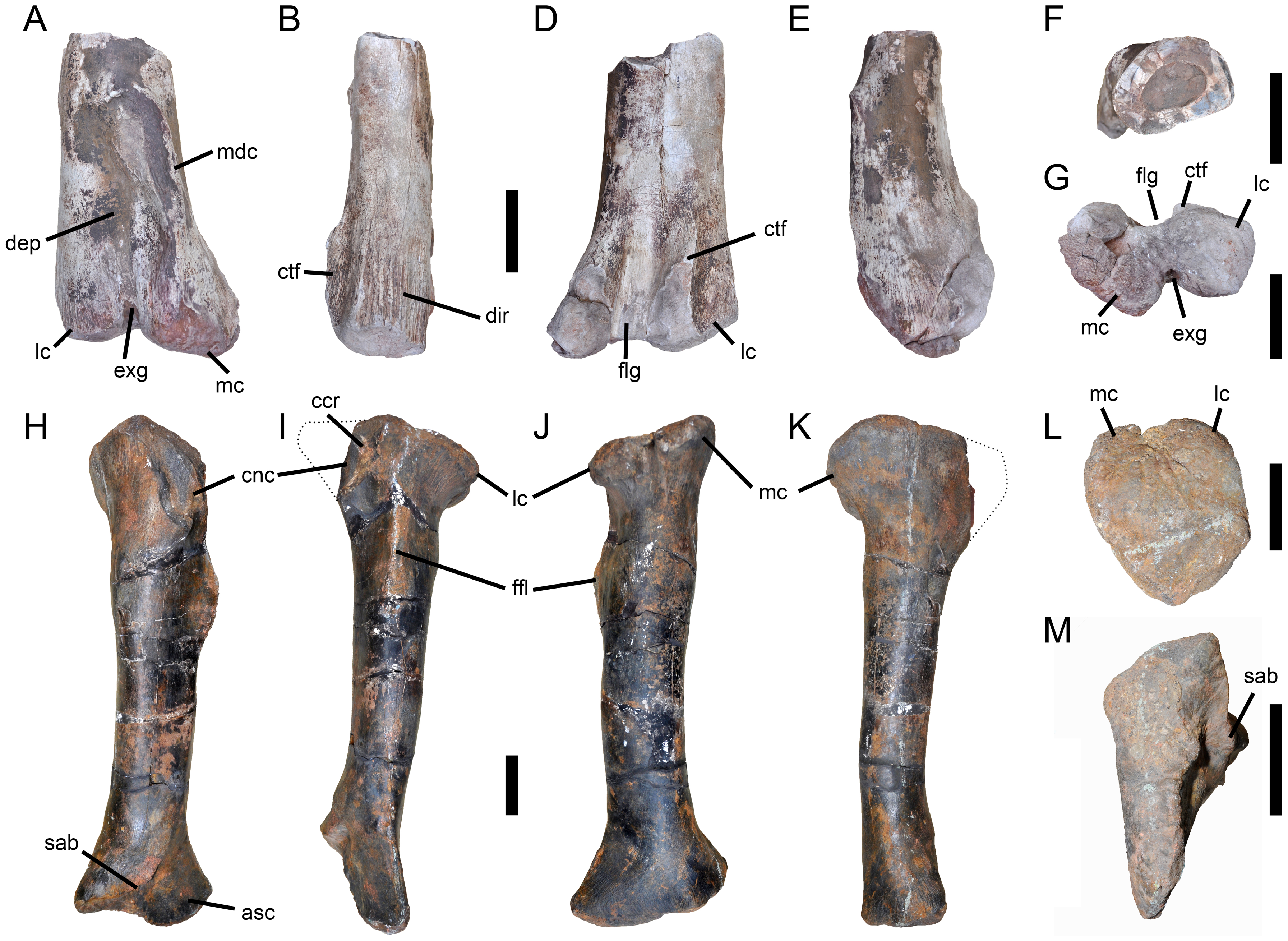
T. gurneyiのものとされる大腿骨と脛骨

ロウリニャン層もモリソン層と同じくキンメリッジアンからチトニアンにかけての地層である。海岸の環境であり、総じて海洋の強い影響が見られる。植物相、動物相ともモリソン層のものに非常によく似ている。トルヴォサウルスはここでは明らかに頂点捕食者であった。またアロサウルス（A. europaeus）やケラトサウルスといったモリソン層の属のヨーロッパでの類似種もこの地に生息していた。獣脚類では他にロウリンハノサウルスも生息していた。ルソティタンがこの地域の最大の竜脚類であり、その他の竜脚類としてはディプロドクス科のディンヘイロサウルスやロウリンハサウルスも生息していた。この他の恐竜としては剣竜類のダケントルルスとミラガイア、曲竜類のドラコペルタ、カンプトサウルスに近縁なイグアノドン類であるドラコニクスも生息していた。ロウリニャン層は海洋性の地層であるため、サメ、プレシオケリス科のカメ、テレオサウルス科の海生ワニの化石も発見されている。

## 参照
1. 1 2 3 4 5 6 7  Hendrickx, C.; Mateus, O.V. (2014). Evans, Alistair Robert. ed. “Torvosaurus gurneyi n. sp., the Largest Terrestrial Predator from Europe, and a Proposed Terminology of the Maxilla Anatomy in Nonavian Theropods”. PLoS ONE 9 (3):  e88905. doi:10.1371/journal.pone.0088905. PMID 24598585.
2. 1 2 3 4 5 6 7  P. M. Galton and J. A. Jensen. 1979. A new large theropod dinosaur from the Upper Jurassic of Colorado. Brigham Young University Geology Studies 26(1):1-12
3. ↑  Liddell, Henry George and Robert Scott (1980). A Greek-English Lexicon (Abridged Edition). United Kingdom: Oxford University Press. ISBN 0-19-910207-4
4. 1 2  Jensen, J.A., 1985, "Uncompahgre dinosaur fauna: A preliminary report", Great Basin Naturalist, 45: 710-720
5. 1 2 3 4 5 6  Britt, B., 1991, "Theropods of Dry Mesa Quarry (Morrison Formation, Late Jurassic), Colorado, with emphasis on the osteology of Torvosaurus tanneri", Brigham Young University Geology Studies 37: 1-72
6. ↑  Bakker, R.T., Siegwarth, J., Kralis, D. & Filla, J., 1992, "Edmarka rex, a new, gigantic theropod dinosaur from the middle Morrison Formation, Late Jurassic of the Como Bluff outcrop region", Hunteria, 2(9): 1–24
7. 1 2 3 4 5 6 7  Carrano, M. T.; Benson, R. B. J.; Sampson, S. D. (2012). "The phylogeny of Tetanurae (Dinosauria: Theropoda)". Journal of Systematic Palaeontology 10 (2): 211–300. doi:10.1080/14772019.2011.630927
8. ↑  Redman, P.D., 1995, Paleo Horizons, Winter Issue
9. ↑  Mateus, O., & Antunes, M. T. (2000). Torvosaurus sp.(Dinosauria: Theropoda) in the late Jurassic of Portugal. In I Congresso Ibérico de Paleontologia/XVI Jornadas de la Sociedad Española de Paleontología (pp. 115-117)
10. 1 2  Mateus, O., Walen, A., and Antunes, M.T. (2006). "The large theropod fauna of the Lourinha Formation (Portugal) and its similarity to that of the Morrison Formation,  with a description of a new species of Allosaurus." New Mexico Museum of Natural History and Science Bulletin, 36.
11. 1 2  Ricardo Araújo, Rui Castanhinha, Rui M. S. Martins, Octávio Mateus, Christophe Hendrickx, F. Beckmann, N. Schell & L. C. Alves (2013) Filling the gaps of dinosaur eggshell phylogeny: Late Jurassic Theropod clutch with embryos from Portugal. Scientific Reports 3 : Article number: 1924 doi:10.1038/srep01924
12. ↑  Paul, Gregory S. (1988). Predatory Dinosaurs of the World. Simon & Schuster. p. 282. ISBN 0-671-61946-2
13. ↑  Siegwarth, J., Linbeck, R., Bakker, R. and Southwell, B., 1996, "Giant carnivorous dinosaurs of the family Megalosauridae", Hunteria 3: 1-77
14. ↑  “Torvosaurus gurneyi: New Giant Dinosaur Discovered in Portugal”. Sci-News.com. (2014年3月6日) 2014年3月8日閲覧。
15. ↑  R. E. Molnar, S. M. Kurzanov, and Z. Dong. 1990. "Carnosauria". In: D. B. Weishampel, H. Osmólska, and P. Dodson (eds.), The Dinosauria. University of California Press, Berkeley
16. ↑  O. W. M. Rauhut. 2003. The interrelationships and evolution of basal theropod dinosaurs. Special Papers in Palaeontology 69:1-213
17. ↑  T.R. Holtz, 1994, "The phylogenetic position of the Tyrannosauridae: implications for theropod systematics", Journal of Paleontology 68(5): 1100-1117
18. ↑  P.C. Sereno, J.A. Wilson, H.C.E. Larsson, D.B. Dutheil, and H.-D. Sues, 1994, "Early Cretaceous dinosaurs from the Sahara", Science 266(5183): 267-271
19. ↑  P.C. Sereno, 1998, "A rationale for phylogenetic definitions, with application to the higher-level taxonomy of Dinosauria", Neues Jahrbuch für Geologie und Paläontologie, Abhandlungen 210(1): 41-83
20. ↑  Carrano, Benson and Sampson, 2012. The phylogeny of Tetanurae (Dinosauria: Theropoda). Journal of Systematic Palaeontology. 10(2), 211-300
21. 1 2  Rauhut, 2000. The interrelationships and evolution of basal theropods (Dinosauria, Saurischia). Ph.D. dissertation, Univ. Bristol [U.K.], 1-440.
22. ↑  Bakker, R.T., D. Kralis, J. Siegwarth & J. Filla, 1992.  Edmarka rex, a new, gigantic theropod dinosaur from the middle Morrison Formation, Late Jurassic of the Como Bluff Outcrop Region.  Hunteria 2 (9): 1-24.
23. ↑  Siegwarth, J., Linbeck, R., Bakker, R. and Southwell, B. (1996). Giant carnivorous dinosaurs of the family Megalosauridae. Hunteria 3:1-77.
24. ↑  Long, J. A. & McNamara, K. J. Heterochrony: The key to dinosaur evolution. in The Dinofest International (Wolberg, D.L., Stump, E. & Rosenberg, G. D., eds.) 113–123 ( Acad. Nat. Sci. Phil. , 1997).
25. ↑  Balanoff, A. M., Norell, M. A., Grellet-Tinner, G. & Lewin, M. R. Digital preparation of a probable neoceratopsian preserved within an egg, with comments on microstructural anatomy of ornithischian eggshells. Naturwissenschaften 95 , 493–500 (2008).
26. ↑  Varricchio, D. J. et al . Avian paternal care had dinosaur origin. Science 322 , 1826– 1828 (2008).
27. ↑  http://www.nbcnews.com/science/rare-find-abandoned-dinosaur-nests-eggshells-6C10843146
28. ↑  J. A. Jensen and J. H. Ostrom. 1977. A second Jurassic pterosaur from North America. Journal of Paleontology 51(4):867-870
29. ↑  Richmond, D.R. and Morris, T.H., 1999, Stratigraphy and cataclysmic deposition of the Dry Mesa Dinosaur Quarry, Mesa County, Colorado, in Carpenter, K., Kirkland, J., and Chure, D., eds., The Upper Jurassic Morrison Formation: An Interdisciplinary Study, Modern Geology v. 22, no. 1-4, pp. 121–143.
30. 1 2  Chure, Daniel J.; Litwin, Ron; Hasiotis, Stephen T.; Evanoff, Emmett; Carpenter, Kenneth (2006). “The fauna and flora of the Morrison Formation: 2006”. In Foster, John R.; and Lucas, Spencer G. (eds.). Paleontology and Geology of the Upper Jurassic Morrison Formation. New Mexico Museum of Natural History and Science Bulletin, 36. Albuquerque, New Mexico: New Mexico Museum of Natural History and Science. pp. 233–248
31. ↑  OCTÁVIO MATEUS LATE JURASSIC DINOSAURS FROM THE MORRISON FORMATION (USA), THE LOURINHÃ AND ALCOBAÇA FORMATIONS (PORTUGAL), AND THE TENDAGURU BEDS (TANZANIA): A COMPARISON Foster, J.R. and Lucas, S. G. R.M., eds., 2006, Paleontology and Geology of the Upper Jurassic Morrison Formation. New Mexico Museum of Natural History and Science Bulletin 36.